# 전히스파니아의 황제

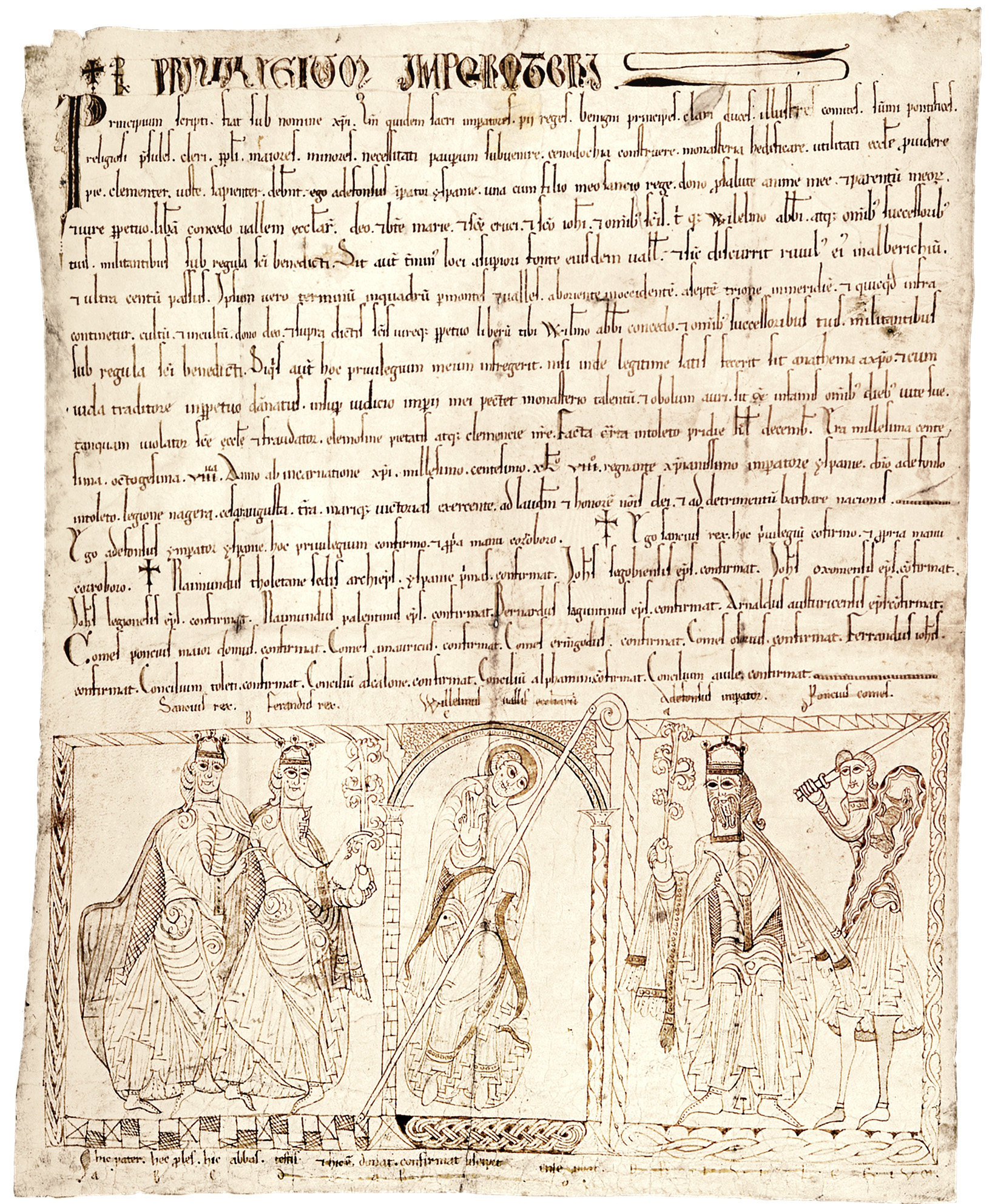
레온-카스티야 국왕 알폰소 7세가 "전히스파니아의 황제"로서 굴리에르모 수도원장에게 베네딕토회 수도원 설립을 허가한다는 내용의 문서.

전히스파니아의 황제(라틴어: Imperator totius Hispaniae 임페라토르 토이투스 히스파니아이[*], 스페인어: emperador de toda España 엠페라도르 데 토다 에스파냐)는 9세기부터 이베리아반도의 여러 군주들이 사용한 칭호다.
주로 레온 국왕이나 카스티야 국왕들이 칭제를 시도했지만 나바라 왕국의 주화에서도 발견되고, 심지어 카스티야 백작이나 갈리시아 공작 중에서도 칭제를 한 사례가 있다. 이런 시도들은 자신을 신성로마황제나 동로마 황제와 동격으로 놓고자 한 시도임과 동시에 이베리아반도의 다른 국가들에 대한 종주권 행사 시도를 정당화하기 위한 목적도 있었다. 이베리아 군주들의 황제 참칭은 1086년에서 1157년 사이에 그 빈도가 절정에 달하다가, 이베리아반도 밖에서 아무도 그것을 인정해 주지 않자 차츰 줄어든 끝에 13세기가 되면 거의 완전히 잊혀지게 되었다.
여왕이 여제(라틴어: imperatrix 임페라트릭스[*])를 칭하는 경우는 거의 없었다. 여성 군주가 황제를 참칭한 사례는 레온 여왕 우라카가 여제를 자칭한 것이 유일하며, 그나마도 매우 드물게 사용된 것으로 보인다.